# NOM-013-STPS-1993
NOM-013-STPS-1993 es una norma oficial mexicana de la Secretaría del Trabajo y Previsión Social que establece las medidas preventivas y de control en los centros de trabajo donde se generen radiaciones electromagnéticas no ionizantes, a fin de evitar los riesgos que pongan en peligro la salud de los trabajadores expuestos a este tipo de radiaciones. La norma fue publicada en el Diario Oficial de la Federación el 6 de diciembre de 1993 entrando en vigor al día siguiente.